# 34419 Corning
34419 Corning è un asteroide della fascia principale. Scoperto nel 2000, presenta un'orbita caratterizzata da un semiasse maggiore pari a 2,5551807 au e da un'eccentricità di 0,1449268, inclinata di 4,64069° rispetto all'eclittica.
L'asteroide è dedicato all'omonima località statunitense.